# Dunne muisbraam
Dunne muisbraam (Rubus iceniensis) is een soort uit het geslacht braam (Rubus).

## Determinatie
Dunne muisbraam heeft een neerliggend bladloot met een dikte van 3–4 mm. Het bladloot is zeer dicht behaard, met 50–100 donkerrode of grauwe, merendeels korte klieren per 5 cm en enkele klierstekels. In de zon is het bladloot roodbruin. De stekels zijn ongelijk, de grotere 15–25 per internodium, uit iets verbrede voet vrijwel priemvormig, scherp teruggericht en meestal deels gebogen. De steunblaadjes zijn draad- tot lijnvormig, 7–10 mm lang en beklierd. De bladsteel is 5–7 cm lang, korter dan de onderste blaadjes, zeer dicht behaard, met ongelijke klieren maar ook enkele klierstekels en 6–15 teruggerichhte of kromme, dunne, grotere stekels. 